# Defari
Defari (właściwie Duane Johnson Jr.) -  raper z Los Angeles. Przede wszystkim wykonawca solowy. Ponadto wspólnie z DJ Babu tworzy duet o nazwie Likwit Junkies. Uczęszczał do Uniwersytetu Kalifornijskiego w Berkley. Swoją przygodę z DJingiem rozpoczął już w 1982 roku. Bardziej jednak skupił się na sztuce rymowania. W 1995 roku wydał swój pierwszy singiel Bionic za pośrednictwem ABB Records. Z pomocą E-Swifta z The Alkaholiks w 1999 roku nagrał swój pierwszy album  wypuszczony przez Tommy Boy Records.
Defari wykładał historię świata i geografię w Inglewood High School. Otrzymał tytuł licencjata na Uniwersytecie Kalifornijskim w Berkley oraz tytuł magistra na Uniwersytecie Columbia w Nowym Jorku. Z pracą wykładowcy rozstał się w 1998 roku i obecnie rezyduje w Los Angeles.

## Dyskografia

### Solo
| Informacje o albumach |
| --- |
| Focused Daily - Data wydania: 9 lutego 1999 - Wytwórnia: Tommy Boy Records - Single: "Bionic"/Change & Switch", "People's Choice"/"Bottom Line", "Never Lose Touch"/"People's Choice", "Likwit Connection"/"Keep It on the Rise" |
| Odds & Evens - Data wydania: 15 lipca 2003 - Wytwórnia: High Times Records - Single: "Spell My Name", "Behold My Life (Remix)"/"Extra Thump"                                                                                     |
| Street Music - Data wydania: 8 sierpnia 2006 - Wytwórnia: ABB Records - Single: "The Bizness","Make My Own", "We've Been Doin' This"                                                                                             |

### Duet Likwit Junkies
| Informacje o albumach |
| --- |
| The L.J.'s - Data wydania: 22 marca 2005 - Wytwórnia: ABB Records - Single: "Keep Doin It"/"S.C.A.N.S.", "One Day Away"/"Strength in Numbers", "The Hop"/"Dark Ends" |